# Antonio Remón Zarco del Valle y Huet
Antonio Remón Zarco del Valle y Huet (La Habana, 30 de mayo de 1785–Madrid, 20 de abril de 1866) fue un militar, ingeniero y escritor español.

## Biografía
Nacido en La Habana el 30 de mayo de 1785. El 17 de febrero de 1803 ingreso en el Cuerpo de Ingenieros, con el nombramiento de subteniente de Zapadores. Continuó sus estudios en la Academia de Ingenieros de Alcalá de Henares, quedando al mismo tiempo destinado en el Regimiento Real de Zapadores Minadores. El 29 de mayo de 1804 ascendía a teniente de Zapadores, y el 30 de octubre del mismo año a teniente ayudante 2.º de Zapadores, siendo entonces, además, nombrado profesor de la Academia de Ingenieros de la ciudad complutense.
Desempeñó durante siete días en marzo de 1820 la cartera de ministro de la Guerra de forma interina, año en el que también fue nombrado subsecretario del Despacho de Guerra, primera persona en la historia de España en ser subsecretario. Fue senador por la provincia de Málaga de 1838 a 1841, y después senador vitalicio de 1845 a 1846. En 1822 fue presidente de la Diputación de Cataluña. Miembro fundador de la Real Academia de Ciencias Exactas, Físicas y Naturales en 1847, fue su primer presidente en 1848; académico de la Real Academia de Bellas Artes de San Fernando, así como socio del Ateneo de Madrid. Entre los títulos que obtuvo se encontraba el de Caballero del Toisón de Oro. Falleció en Madrid el 20 de abril de 1866.
Fue tres veces ministro de la Guerra, capitán general de Cataluña y de Aragón, jefe del cuerpo del Estado Mayor, ministro plenipotenciario del rey, entre otros cargos. Fue teniente general de los ejércitos e ingeniero general de las plazas y fronteras del reino, inspector general del regimiento de ingenieros, senador vitalicio, gentilhombre de cámara del rey, caballero gran cruz de Carlos III, de Isabel la Católica, San Fernando y San Hermenegildo, de San Benito de Avis, en Portugal, del Águila Roja de Prusia, gran oficial de la Legión de Honor de Francia, tres veces caballero de primera clase de la de San Fernando y San Hermengildo, así como fue condecorado con las cruces de las batallas de Bailén, Aranjuez, Almonacid, Chiclana y La Albuera; dos veces benémerito de la patria y padre de la provincia.
Fue autor de publicaciones de carácter histórico y científico, algunos de los cuales se publicaron en el Memorial del Archivo del Cuerpo de Ingenieros. Fue miembro de diversas academias, entre ellas la Imperial de Ciencias de San Petersburgo, la de Ciencias Militares de Suecia, la Sociedad Geológica de Francia o la Sociedad Geográfica de París, entre otras. Además de presidente de la Real Academia de Ciencias de Madrid, fue individuo de la Real Academia de Ciencias de Sevilla, así como numerario de la Real Academia de la Historia, la Real Academia de Ciencias y Artes de Barcelona, la Real Academia de Bellas Artes de San Fernando de Madrid, la Real Academia de Bellas Artes de San Luis de Zaragoza y la Real Academia de Bellas Artes de la Purísima Concepción de Valladolid.